# Mundochthonius dominicanus
Mundochthonius dominicanus es una especie de arácnido  del orden Pseudoscorpionida de la familia Chthoniidae.

## Distribución geográfica
Se encuentra en la República Dominicana.